# Humococcus inornatus
Humococcus inornatus är en insektsart som beskrevs av Mckenzie 1960. Humococcus inornatus ingår i släktet Humococcus och familjen ullsköldlöss. Inga underarter finns listade i Catalogue of Life.